# Prémio Nacional de Reabilitação Urbana
O Prémio Nacional de Reabilitação Urbana é uma iniciativa da Vida Imobiliária e da Promevi, que desde 2013 visa distinguir as intervenções urbanas de maior valia para a sociedade nas suas múltiplas valências.
O PNRU visa "reconhecer, premiar e divulgar a excelência" na renovação das cidades portuguesas, afirmando-se atualmente como a mais prestigiada distinção na área da reabilitação do edificado e requalificação dos territórios em Portugal.

## Categorias
A atribuição é composta por 10 categorias diferentes, são elas: 
- Cidade de Lisboa,
- Impacto Social,
- Turístico,
- Comercial e Serviços,
- Residencial,
- Cidade do Porto,
- Eficiência Energética,
- Reabilitação Estrutural,
- Restauro e
- Melhor intervenção inferior a 1000 m2[2].

## Patrocínios e apoios
O prémio conta com o Alto Patrocínio do Governo de Portugal, concedido através da Direção-Geral do Património Cultural, entidade tutelada pelo Ministério da Cultura; Entre diversos outros apoios e patrocínios conta também com o apoio da Secil.

## Ver Também
- Vida Imobiliária
- Reabilitação urbana
- Prémio Valmor